# Attika
Attika (řecky: Αττική, tj. Attiki) je historický kraj Řecka, na němž leží jeho hlavní město Athény a několik dalších měst. Nachází se severně od Sarónského zálivu na stejnojmenném poloostrově, který vybíhá do Egejského moře. Největší část území historického kraje náleží ke stejnojmennému modernímu správnímu kraji, který je však mnohem větší; malá část náleží v rámci Středního Řecka k regionální jednotce Bojótii (vesnice Panakto s okolím). Historický kraj sousedí na jihozápadě s Megaridou a na severozápadě s Bojótií.

## Etymologie

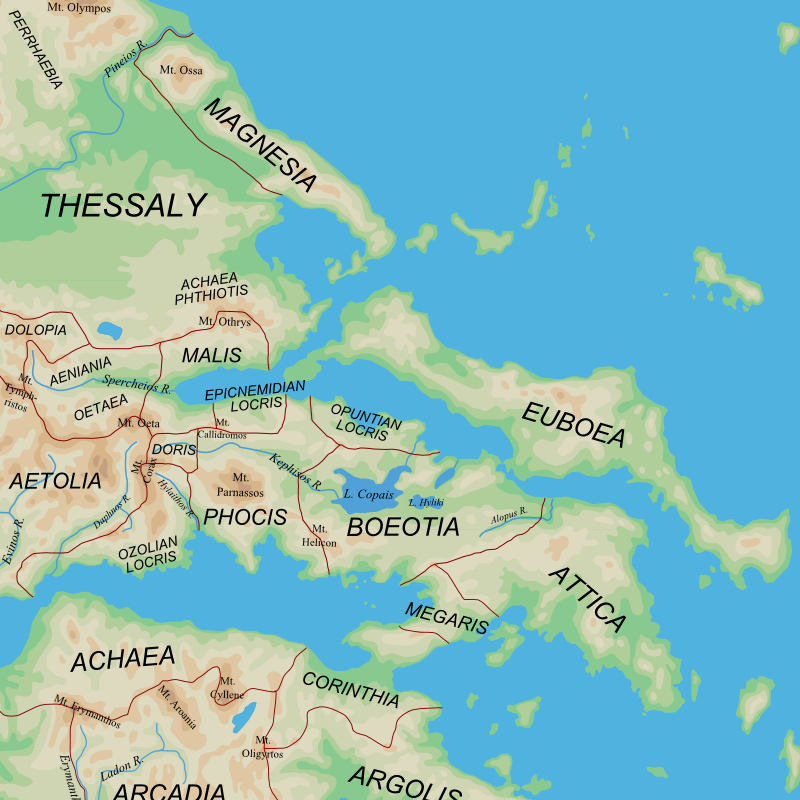
Attika na mapě historických krajů Středního Řecka

Název kraje Attika je odvozován ze dvou pověstí.
- První pověst říká, že název jí dal její první král Akteos, který vládl z města Acte.
- Druhá pověst říká, že je pojmenována podle Atthis, jedné ze tří dcer mytického athénského krále Kranaa. Podle mytologie vládl Kranaos (Cranaos) v době, kdy vládce bohů Zeus potrestal lidstvo potopou.

## Geografie

Hranice historického kraje Attiky s historickými kraji Megaridou a Bojótií

Trojúhelníkový poloostrov Attika vybíhá do Egejského moře. Na severu je přirozeně oddělen od Bojótie 16 km dlouhým pohořím Kitharion. Na západě je ohraničen Korintským kanálem. Pohoří Hymettus, Geraneia a další jej rozdělují na několik částí a zároveň obklopují rovinaté planiny Pedias, Mesogaia a Thriasion.
Největší zásobárnou sladké vody (a hlavním zdrojem pitné vody pro Athény) je Marathónské jezero. Je to umělé jezero, které bylo vytvořeno přehrazením v roce 1920. Největší a nejdelší řekou je Kefisos.
Podnebí je typicky středomořské s horkými suchými léty a s nízkým srážkovým úhrnem (ročně jen na některých místech překračuje 1000 mm). Zimy jsou chladnější pouze v horských oblastech. Sníh zde není zcela neznámým jevem (napadl za posledních šest let), ale nikdy nepokrývá celé území. Teplotní rekordy jsou −10,4 °C a 48,0 °C. Časté jsou lesní požáry a přívalové deště.

## Historický přehled
Historie Attiky je úzce spojena s Athénami, které byly vždy jedním z nejdůležitějších měst starověkého Řecka. Athéňané se chlubili tím, že jsou „autochtonní“ tedy původní obyvatelé této oblasti. Athény měly ve starověku speciální vazby s Iónií, neboť obyvatelé Iónie odvozovali tradičně svůj původ od Athéňanů. Iónové obývali Attiku a Euboiu již v období mykénském a na přelomu 2. a 1. tisíciletí př. n. l. Iónové se integrovali s dávnými obyvateli Attiky, považovali je za součást iónského kmene a všichni mluvili iónským dialektem. Iónové později opustili Attiku a kolonizovali Egejské pobřeží Malé Asie, kde vytvořili Iónii.
Během mykénské doby žili lidé v Attice v samostatných zemědělských osadách, které vzkvétaly. Attika měla za vlády Kekropse, legendárního iónském krále, dvanáct nezávislých městských států (jedním z nich byly samotné Athény). Ty byly později v průběhu 8. a 7. století př. n. l. za vlády Thésea, mytického krále Athén, začleněny do athénského státu. Mezi hlavní osídlená místa patřily Athény, Marathon, Rafina, Nea Makri, Brauron, Thorikos, Agios Kosmas, Eleusis, Menidi, Markopoulo, Sparta, Aphidnae.
Až do 6. století př. n. l. žily aristokratické rodiny v nezávislých a samostatných městech. Po reformách, které zavedl tyran Kleisthenés, však ztratily svou nezávislost a musely se podrobit centrální vládě v Athénách. Attika byla v té době rozdělena do 3 velkých sektorů a zhruba do 100 obcí. Každá jednotka měla přibližně stejný počet měšťanů, zemědělců a námořníků. V této době bylo vybudováno mnoho pevností. Athény byly opevněny na severu pevností Eleutherai, která je zachována dodnes.
Po období starověku se Attika postupně dostala pod římskou, byzantskou, benátskou a osmanskou nadvládu. Během byzantského období byly Athény napadeny Góty a v roce 396 byla celá populace Attiky menší než v sousední Bojótii. V 11. a 12. století byla Attika pod nadvládou Franků.
Přestože Attika podléhala dlouhou dobu svým dobyvatelům, dokázala si uchovat své kořeny a tradice. Během řecké války za nezávislost byli rolníci v Attice první, kteří se v dubnu 1821 vzbouřili a obsadili Athény, ty pak byly připojeny k Řecku v červnu 1822.
Moderní administrativní region s hlavním městem Řecka Athénami je širší než historické oblasti Attiky a zahrnuje Sarónské ostrovy, Kythéru, obec Troizinia na Peloponéském poloostrově.

## Galerie

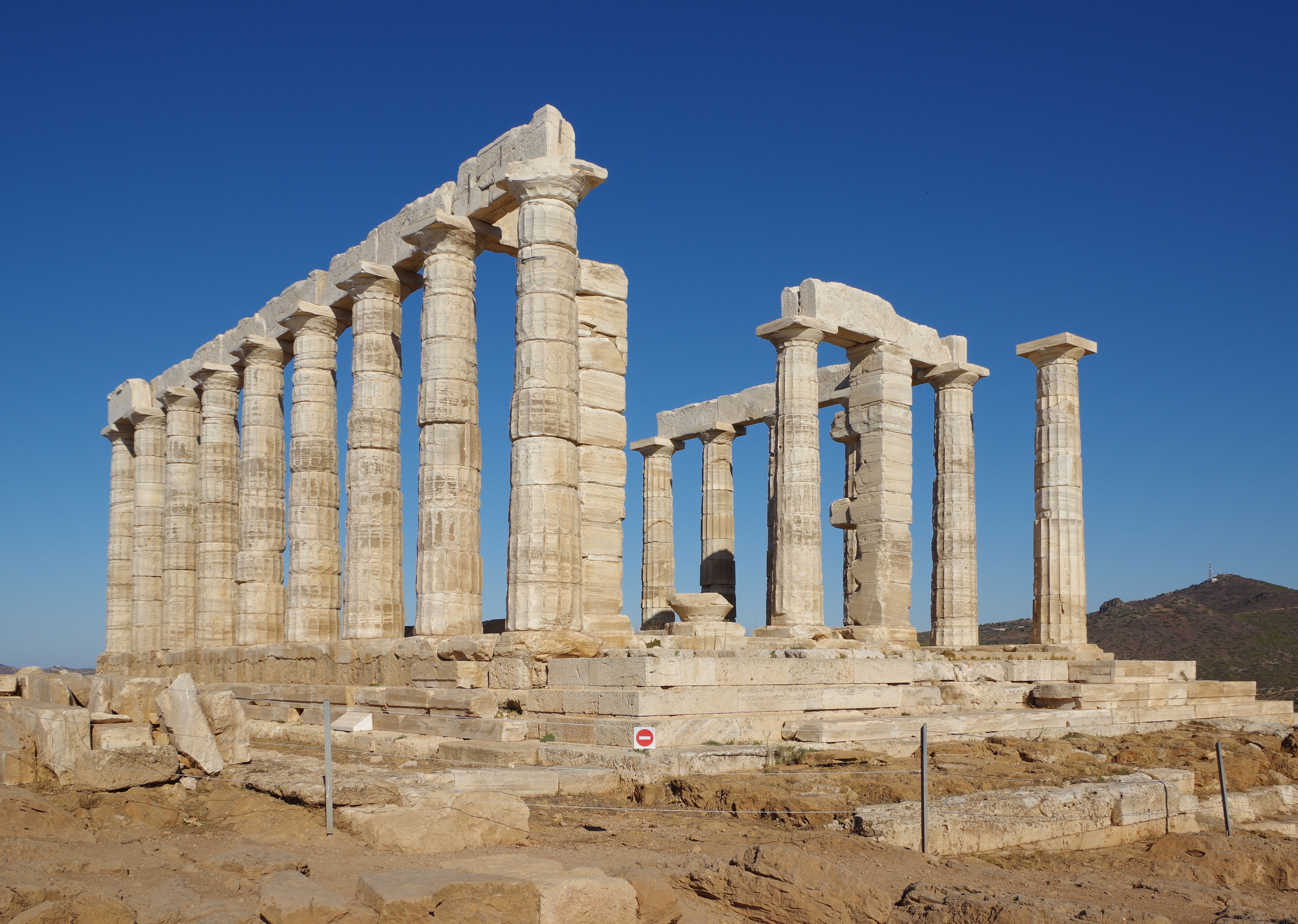
Poseidónův chrám na mysu Sounion, nejjižnějším bodu Attiky
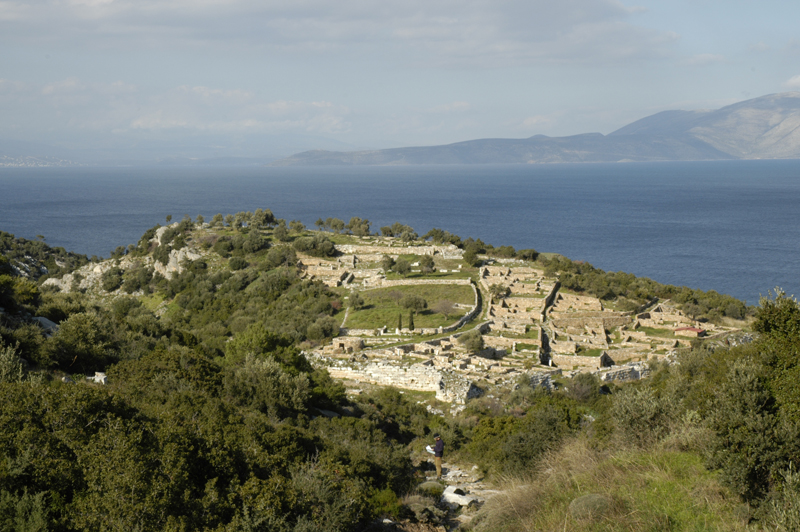
Pohled na Rhamnous